# 上房郡
上房郡是過去位於岡山縣南部的一郡，已於2005年3月31日因無管轄町村而廢除。
過去的範圍包括現在的高梁市東部地區、吉備中央町西部地區、真庭市南部地區。

## 歷史
最初屬於賀陽郡的一部份，後來賀陽郡的北部地區被分出，由於位於高梁川的上游，最初命名為上方郡，由於上方郡有（Jōhō）和（Jōbō）兩種讀法，後者的漢字亦被寫為「上房」，最終在明治時代實施郡區町村編制法施行時，決定以「上房」作為正式的名稱。

### 沿革
- 1878年7月22日：實施郡區町村編制法，郡役所設於高梁本町（後來的高梁町）。
- 1889年6月1日：實施町村制，上房郡下轄高梁町、松山村、川面村、津川村、巨瀨村、有漢村、上有漢村、上竹莊村、下竹莊村、豐野村、吉川村。（1町10村）
- 1900年4月1日：阿賀郡東南部的中井村、呰部村、中津井村、水田村、上水田村被併入上房郡。（1町15村）
- 1929年5月10日：松山村被併入高梁町。（1町14村）
- 1929年7月4日：呰部村改制為呰部町。（2町13村）
- 1953年10月1日：呰部町、中津井村、水田村、上水田村合併為北房町。（2町10村）
- 1954年5月1日：高梁町、川面村、津川村、巨瀨村和川上郡玉川村、宇治村、松原村、高倉村、落合村合併為高梁市，並脫離上房郡。（1町7村）
- 1955年2月1日：（2町2村）
  - 中井村被併入高梁市。
  - 上竹莊村、下竹莊村、豐野村、吉川村和吉備郡大和村合併為賀陽町。
- 1956年4月1日：有漢村和上有漢村合併為有漢町。（3町）
- 1957年4月1日：新見市大字豐永赤間地區被併入北房町
- 1970年5月1日：賀陽町的部分地區倍並入高梁市。
- 2004年10月1日：（1町）
  - 賀陽町和御津郡加茂川町合併為加賀郡吉備中央町。[1]
  - 有漢町和高梁市、川上郡成羽町、川上町、備中町合併為新設置的高梁市。
- 2005年3月31日：北房町和真庭郡勝山町、落合町、湯原町、久世町、美甘村、川上村、八束村、中和村合併為真庭市，同時上房郡因無管轄町村而廢除。

### 變遷表
| 1889年6月1日   | 1889年 - 1926年             | 1926年 - 1954年             | 1926年 - 1954年           | 1955年 - 1989年         | 1955年 - 1989年         | 1989年 - 現在                  | 現在                           |
| -------------- | --------------------------- | --------------------------- | ------------------------- | ----------------------- | ----------------------- | ------------------------------ | ------------------------------ |
| 高梁町         | 高梁町                      | 高梁町                      | 1954年5月1日 高梁市       | 1954年5月1日 高梁市     | 高梁市                  | 2004年10月1日 高梁市           | 2004年10月1日 高梁市           |
| 松山村         | 松山村                      | 1929年5月10日 併入高梁町    | 1954年5月1日 高梁市       | 1954年5月1日 高梁市     | 高梁市                  | 2004年10月1日 高梁市           | 2004年10月1日 高梁市           |
| 川面村         |                             |                             | 1954年5月1日 高梁市       | 1954年5月1日 高梁市     | 高梁市                  | 2004年10月1日 高梁市           | 2004年10月1日 高梁市           |
| 津川村         |                             |                             | 1954年5月1日 高梁市       | 1954年5月1日 高梁市     | 高梁市                  | 2004年10月1日 高梁市           | 2004年10月1日 高梁市           |
| 巨瀨村         |                             |                             | 1954年5月1日 高梁市       | 1954年5月1日 高梁市     | 高梁市                  | 2004年10月1日 高梁市           | 2004年10月1日 高梁市           |
| 川上郡玉川村   |                             |                             | 1954年5月1日 高梁市       | 1954年5月1日 高梁市     | 高梁市                  | 2004年10月1日 高梁市           | 2004年10月1日 高梁市           |
| 川上郡宇治村   |                             |                             | 1954年5月1日 高梁市       | 1954年5月1日 高梁市     | 高梁市                  | 2004年10月1日 高梁市           | 2004年10月1日 高梁市           |
| 川上郡松原村   |                             |                             | 1954年5月1日 高梁市       | 1954年5月1日 高梁市     | 高梁市                  | 2004年10月1日 高梁市           | 2004年10月1日 高梁市           |
| 川上郡高倉村   |                             |                             | 1954年5月1日 高梁市       | 1954年5月1日 高梁市     | 高梁市                  | 2004年10月1日 高梁市           | 2004年10月1日 高梁市           |
| 川上郡落合村   |                             |                             | 1954年5月1日 高梁市       | 1954年5月1日 高梁市     | 高梁市                  | 2004年10月1日 高梁市           | 2004年10月1日 高梁市           |
| 阿賀郡中井村   | 1900年4月1日 上房郡中井村   | 1900年4月1日 上房郡中井村   | 1900年4月1日 上房郡中井村 | 1955年2月1日 併入高梁市 | 高梁市                  | 2004年10月1日 高梁市           | 2004年10月1日 高梁市           |
| 有漢村         | 有漢村                      | 有漢村                      | 有漢村                    | 1956年4月1日 有漢町     | 1956年4月1日 有漢町     | 2004年10月1日 高梁市           | 2004年10月1日 高梁市           |
| 上有漢村       |                             |                             |                           | 1956年4月1日 有漢町     | 1956年4月1日 有漢町     | 2004年10月1日 高梁市           | 2004年10月1日 高梁市           |
| 上竹莊村       | 上竹莊村                    | 上竹莊村                    | 上竹莊村                  | 1955年2月1日 賀陽町     | 1970年5月1日 併入高梁市 | 2004年10月1日 高梁市           | 2004年10月1日 高梁市           |
| 下竹莊村       | 下竹莊村                    | 下竹莊村                    | 下竹莊村                  | 1955年2月1日 賀陽町     | 賀陽町                  | 2004年10月1日 加賀郡吉備中央町 | 2004年10月1日 加賀郡吉備中央町 |
| 豐野村         |                             |                             |                           | 1955年2月1日 賀陽町     | 賀陽町                  | 2004年10月1日 加賀郡吉備中央町 | 2004年10月1日 加賀郡吉備中央町 |
| 吉川村         |                             |                             |                           | 1955年2月1日 賀陽町     | 賀陽町                  | 2004年10月1日 加賀郡吉備中央町 | 2004年10月1日 加賀郡吉備中央町 |
| 吉備郡大和村   |                             |                             |                           | 1955年2月1日 賀陽町     | 賀陽町                  | 2004年10月1日 加賀郡吉備中央町 | 2004年10月1日 加賀郡吉備中央町 |
| 阿賀郡呰部村   | 1900年4月1日 上房郡呰部村   | 1929年7月4日 呰部町         | 1953年10月1日 北房町      | 1953年10月1日 北房町    | 1953年10月1日 北房町    | 2005年3月31日 真庭市           | 2005年3月31日 真庭市           |
| 阿賀郡中津井村 | 1900年4月1日 上房郡中津井村 | 1900年4月1日 上房郡中津井村 | 1953年10月1日 北房町      | 1953年10月1日 北房町    | 1953年10月1日 北房町    | 2005年3月31日 真庭市           | 2005年3月31日 真庭市           |
| 阿賀郡水田村   | 1900年4月1日 水田村         | 1900年4月1日 水田村         | 1953年10月1日 北房町      | 1953年10月1日 北房町    | 1953年10月1日 北房町    | 2005年3月31日 真庭市           | 2005年3月31日 真庭市           |
| 阿賀郡上水田村 | 1900年4月1日 上水田村       | 1900年4月1日 上水田村       | 1953年10月1日 北房町      | 1953年10月1日 北房町    | 1953年10月1日 北房町    | 2005年3月31日 真庭市           | 2005年3月31日 真庭市           |